# 清朝宗室亲王列表
和硕亲王（简称亲王）为清朝宗室的最高爵位。本条目列出了清朝历史上的宗室亲王，包括追封以及被夺爵的亲王，但不包括外藩亲王。有关外藩亲王的内容，可参见外藩蒙古王公、回部王公等。
表中人物按生年排序，其中灰色表示此人曾为亲王但后被夺爵或降爵，淡蓝色表示此人在死后被追封为亲王，世襲罔替為鐵帽子王。

## 宗室亲王
| 人名       | 封/諡号        | 父亲                          | 出生年份 | 逝世年份 | 封爵年份 | 备注                                                               |
| ---------- | -------------- | ----------------------------- | -------- | -------- | -------- | ------------------------------------------------------------------ |
| 舒尔哈齐   | 和硕莊亲王     | 显祖塔克世 （三子）           | 1564年   | 1611年   | 1653年   | 追封。“莊”为谥号。                                                 |
| 代善       | 和硕礼烈亲王   | 太祖努尔哈赤 （次子）         | 1583年   | 1648年   | 1636年   | 世襲罔替，滿達海襲禮親王爵改巽親王                                 |
| 岳託       | 和硕成亲王     | 礼烈亲王代善 （长子）         | 1598年   | 1638年   | 1636年   | 1636年降爵为贝勒，1639年追封克勤郡王                               |
| 济尔哈朗   | 和硕郑献亲王   | 追封莊亲王舒尔哈齐 （六子）   | 1599年   | 1655年   | 1636年   | 世襲罔替，濟度襲親王爵改簡親王                                     |
| 萨哈璘     | 和硕颖毅亲王   | 礼烈亲王代善 （三子）         | 1604年   | 1636年   | 1636年   | 追封                                                               |
| 阿济格     | 和硕英亲王     | 太祖努尔哈赤 （十二子）       | 1605年   | 1651年   | 1644年   | 1651年夺爵                                                         |
| 费扬武     | 和硕简靖定亲王 | 追封莊亲王舒尔哈齐 （八子）   | 1605年   | 1643年   | 1748年   | 追封                                                               |
| 豪格       | 和硕肃武亲王   | 太宗皇太极 （长子）           | 1609年   | 1648年   | 1636年   | 1648年夺爵，1651年追封，世襲罔替，富授襲肅親王爵改顯親王           |
| 尼堪       | 和硕敬谨莊亲王 | 广略贝勒褚英 （三子）         | 1610年   | 1653年   | 1649年   |                                                                    |
| 多尔衮     | 和硕睿忠亲王   | 太祖努尔哈赤 （十四子）       | 1612年   | 1650年   | 1636年   | 世襲罔替                                                           |
| 博洛       | 和硕端重定亲王 | 饶余敏郡王阿巴泰 （三子）     | 1613年   | 1652年   | 1649年   | 1659年夺爵                                                         |
| 多铎       | 和硕豫通亲王   | 太祖努尔哈赤 （十五子）       | 1614年   | 1649年   | 1636年   | 世襲罔替                                                           |
| 满达海     | 和硕巽简亲王   | 礼烈亲王代善 （七子）         | 1622年   | 1652年   | 1649年   | 世襲罔替（第二代），襲禮親王爵， 1659年降爵为贝勒                  |
| 祜塞       | 和硕惠顺亲王   | 礼烈亲王代善 （八子）         | ？       | ？       | ？       | 追封                                                               |
| 傅喇塔     | 和硕简惠献亲王 | 追封简靖定亲王费扬武 （四子） | 1625年   | 1676年   | 1748年   | 追封                                                               |
| 岳乐       | 和硕安和亲王   | 饶余敏郡王阿巴泰 （四子）     | 1625年   | 1689年   | 1657年   | 1700年降爵为郡王                                                   |
| 硕塞       | 和硕承泽裕亲王 | 太宗皇太极 （五子）           | 1628年   | 1655年   | 1651年   | 世襲罔替，博果鐸襲親王爵改莊親王                                   |
| 济度       | 和硕简纯亲王   | 郑献亲王济尔哈朗 （次子）     | 1633年   | 1660年   | 1657年   | 世襲罔替（第二代），袭鄭親王爵                                     |
| 多尼       | 和硕豫宣和亲王 | 豫通亲王多铎 （次子）         | 1636年   | 1661年   | 1649年   | 世襲罔替（第二代），1652年降爵為郡王                               |
| 巴尔堪     | 和硕简亲王     | 郑献亲王济尔哈朗 （四子）     | 1637年   | 1680年   | 1752年   | 追封                                                               |
| 兰布       | 和硕敬谨亲王   | 敬谨莊亲王尼堪 （长子）       | 1642年   | 1678年   | 1668年   | 世襲（第三代），1669年降爵为镇国公                                 |
| 多尔博     | 和硕睿亲王     | 睿忠亲王多尔衮 （嗣子）       | 1642年   | 1671年   | 1650年   | 1651年夺爵，1778年追赐复封                                         |
| 博穆博果尔 | 和硕襄昭亲王   | 太宗皇太极 （十一子）         | 1642年   | 1656年   | 1655年   |                                                                    |
| 富绶       | 和硕显悫亲王   | 追封肃武亲王豪格 （四子）     | 1643年   | 1669年   | 1651年   | 世襲罔替（第二代），襲肅親王爵                                     |
| 尼思哈     | 和硕敬谨悼亲王 | 敬谨莊亲王尼堪 （次子）       | ？       | 1660年   | 1653年   | 世襲（第二代）                                                     |
| 常阿岱     | 和硕巽亲王     | 巽簡親王满达海 （长子）       | 1643年   | 1665年   | 1652年   | 世襲罔替（禮親王第三代），1659年降爵为贝勒，傑書襲巽親王爵改康親王 |
| 杰书       | 和硕康良亲王   | 追封惠顺亲王祜塞 （三子）     | 1645年   | 1697年   | 1659年   | 世襲罔替（禮親王第四代），襲簡親王爵                               |
| 董额       | 和硕豫亲王     | 豫通亲王多铎 （七子）         | 1647年   | 1706年   | 1778年   | 世襲罔替（第四代），追封                                           |
| 博果铎     | 和硕莊靖亲王   | 承泽裕亲王硕塞 （长子）       | 1650年   | 1723年   | 1655年   | 世襲罔替（第二代），袭承澤親王爵                                   |
| 福全       | 和硕裕宪亲王   | 世祖福临 （次子）             | 1653年   | 1703年   | 1667年   |                                                                    |
| 鄂扎       | 和硕豫亲王     | 追封豫宣和亲王多尼 （次子）   | 1655年   | 1702年   | 1778年   | 追封                                                               |
| 喇布       | 和硕简亲王     | 简纯亲王济度 （次子）         | 1654年   | 1681年   | 1670年   | 世襲罔替（鄭親王第四代），1682年夺爵                               |
| 德塞       | 和硕简惠亲王   | 简纯亲王济度 （三子）         | 1654年   | 1670年   | 1661年   | 世襲罔替（鄭親王第三代）                                           |
| （无名）   | 和硕荣亲王     | 世祖福临 （四子）             | 1657年   | 1658年   | 1658年   | 追封。“荣”为谥号。                                                 |
| 常宁       | 和硕恭亲王     | 世祖福临 （五子）             | 1657年   | 1703年   | 1671年   |                                                                    |
| 雅布       | 和硕简修亲王   | 简纯亲王济度 （五子）         | 1658年   | 1701年   | 1683年   | 世襲罔替（鄭親王第五代）                                           |
| 隆禧       | 和硕纯靖亲王   | 世祖福临 （七子）             | 1660年   | 1679年   | 1674年   |                                                                    |
| 巴赛       | 和硕简亲王     | 追封简亲王巴尔堪 （次子）     | 1663年   | 1731年   | 1752年   | 追封                                                               |
| 苏尔发     | 和硕睿亲王     | 追封睿亲王多尔博 （次子）     | 1664年   | 1701年   | 1778年   | 追封                                                               |
| 福存       | 和硕简亲王     | 追封简惠献亲王傅喇塔 （五子） | 1665年   | 1700年   | 1748年   | 追封                                                               |
| 丹臻       | 和硕显密亲王   | 显悫亲王富绶 （四子）         | 1665年   | 1702年   | 1670年   | 世襲罔替（肅親王第三代）                                           |
| 拜察礼     | 和硕显亲王     | 显悫亲王富绶 （五子）         | 1667年   | 1708年   | 1772年   | 追封                                                               |
| 齐克新     | 和硕端重亲王   | 已革端重亲王博洛 （八子）     | 1650年   | 1661年   | 1652年   | 1659年降爵为贝勒                                                   |
| 巴尔图     | 和硕康简亲王   | 追封康良亲王杰书 （四子）     | 1674年   | 1753年   | 1734年   | 世襲罔替（禮親王第六代）                                           |
| 允礽       | 和硕理密亲王   | 圣祖玄烨 （次子）             | 1674年   | 1725年   | 1725年   | 追封                                                               |
| 雅尔江阿   | 和硕简亲王     | 简修亲王雅布 （长子）         | 1677年   | 1732年   | 1703年   | 世襲罔替（鄭親王第六代），1726年夺爵                               |
| 允祉       | 和硕诚亲王     | 圣祖玄烨 （三子）             | 1677年   | 1732年   | 1709年   | 1730年革爵，1737年追复为郡王                                       |
| 胤禛       | 和硕雍亲王     | 圣祖玄烨 （四子）             | 1678年   | 1735年   | 1709年   | 雍正帝                                                             |
| 富尔祜伦   | 和硕纯亲王     | 纯靖亲王隆禧 （长子）         | 1679年   | 1680年   | 1679年   | 世襲（第二代）                                                     |
| 塞勒       | 和硕睿亲王     | 追封睿亲王苏尔发 （长子）     | 1680年   | 1729年   | 1778年   | 追封                                                               |
| 允祺       | 和硕恒温亲王   | 圣祖玄烨 （五子）             | 1680年   | 1732年   | 1709年   |                                                                    |
| 允祐       | 和硕淳度亲王   | 圣祖玄烨 （七子）             | 1680年   | 1730年   | 1723年   | 1698年封贝勒                                                       |
| 允禩       | 和硕廉亲王     | 圣祖玄烨 （八子）             | 1681年   | 1726年   | 1722年   | 1698年封贝勒，1726年夺爵                                           |
| 保泰       | 和硕裕亲王     | 裕宪亲王福全 （三子）         | 1682年   | 1730年   | 1703年   | 世襲（第二代），1724年夺爵                                         |
| 椿泰       | 和硕康悼亲王   | 追封康良亲王杰书 （五子）     | 1683年   | 1709年   | 1697年   | 世襲罔替（禮親王第五代）                                           |
| 保綬       | 和硕悼亲王     | 裕宪亲王福全 （五子）         | 1684年   | 1706年   | 1724年   | 追封。“悼”为谥号。                                                 |
| 允祹       | 和硕履懿亲王   | 圣祖玄烨 （十二子）           | 1685年   | 1763年   | 1735年   |                                                                    |
| 胤祥       | 和硕怡贤亲王   | 圣祖玄烨 （十三子）           | 1686年   | 1730年   | 1722年   | 世襲罔替                                                           |
| 德沛       | 和硕简仪亲王   | 追封简亲王福存 （八子）       | 1688年   | 1752年   | 1748年   | 世襲罔替（鄭親王第八代）                                           |
| 锡保       | 和硕顺承亲王   | 顺承忠郡王诺罗布 （四子）     | 1688年   | 1742年   | 1731年   | 1733年夺爵                                                         |
| 成信       | 和硕肃亲王     | 显密亲王丹臻 （二子）         | 1688年   | 1758年   | 1778年   | 追封                                                               |
| 衍潢       | 和硕显谨亲王   | 显密亲王丹臻 （六子）         | 1690年   | 1771年   | 1703年   | 世襲罔替（肅親王第四代），蘊著襲顯親王爵改回肅親王                 |
| 弘晳       | 和硕理亲王     | 理密亲王允礽 （次子）         | 1694年   | 1742年   | 1723年   | 世襲（第二代），1739年夺爵                                         |
| 神保住     | 和硕简亲王     | 简修亲王雅布 （十四子）       | 1696年   | 1759年   | 1726年   | 世襲罔替（鄭親王第七代），1748年夺爵                               |
| 允禄       | 和硕莊恪亲王   | 莊靖亲王博果铎 （嗣子）       | 1697年   | 1767年   | 1723年   | 世襲罔替（第三代）                                                 |
| 允礼       | 和硕果毅亲王   | 圣祖玄烨 （十七子）           | 1697年   | 1738年   | 1728年   |                                                                    |
| 弘晖       | 和硕端亲王     | 世宗胤禛 （长子）             | 1697年   | 1704年   | 1735年   | 追封。“端”为谥号                                                   |
| 蕴著       | 和硕肃勤亲王   | 追封显亲王拜察礼 （三子）     | 1699年   | 1778年   | 1772年   | 世襲罔替（第五代）                                                 |
| 德昭       | 和硕豫悫亲王   | 追封豫亲王鄂扎 （五子）       | 1700年   | 1762年   | 1706年   | 世襲罔替（第三代）                                                 |
| 弘晊       | 和硕恒恪亲王   | 恒温亲王允祺 （次子）         | 1700年   | 1775年   | 1732年   | 世袭（第二代）                                                     |
| 奇通阿     | 和硕简勤亲王   | 追封简亲王巴赛 （十子）       | 1701年   | 1763年   | 1752年   | 世襲罔替（鄭親王第九代）                                           |
| 崇安       | 和硕康修亲王   | 追封康悼亲王椿泰              | 1705年   | 1733年   | 1709年   | 世襲罔襲（禮親王第七代），永恩襲康親王爵改回禮親王                 |
| 广灵       | 和硕裕亲王     | 追封悼亲王保绶 （次子）       | 1705年   | 1739年   | 1724年   | 世襲（第三代），1726年夺爵                                         |
| 广禄       | 和硕裕莊亲王   | 追封悼亲王保绶 （三子）       | 1706年   | 1785年   | 1726年   | 世襲（第四代）                                                     |
| 弘历       | 和硕宝亲王     | 世宗胤禛 （四子）             | 1711年   | 1799年   | 1733年   | 乾隆帝                                                             |
| 弘昼       | 和硕和恭亲王   | 世宗胤禛 （五子）             | 1712年   | 1770年   | 1733年   |                                                                    |
| 弘普       | 和硕莊亲王     | 莊恪亲王允禄 （次子）         | 1713年   | 1743年   | ？       | 世襲罔替（第四代），追封                                           |
| 功宜布     | 和硕睿亲王     | 追封睿亲王塞勒 （五子）       | 1714年   | 1746年   | 1778年   | 追封                                                               |
| 允祕       | 和硕諴恪亲王   | 圣祖玄烨 （二十四子）         | 1716年   | 1773年   | 1733年   |                                                                    |
| 福惠       | 和硕怀亲王     | 世宗胤禛 （八子）             | 1721年   | 1728年   | 1735年   | 追封。“怀”为谥号                                                   |
| 弘晓       | 和硕怡僖亲王   | 怡贤亲王胤祥 （七子）         | 1722年   | 1778年   | 1730年   | 世襲罔替（第二代）                                                 |
| 丰讷亨     | 和硕简恪亲王   | 简勤亲王奇通阿 （长子）       | 1723年   | 1775年   | 1763年   | 世襲罔替（鄭親王第十代），積哈納襲簡親王爵改回鄭親王               |
| 永恩       | 和硕礼恭亲王   | 康修亲王崇安 （次子）         | 1727年   | 1805年   | 1753年   | 世襲罔替（禮親王第八代）                                           |
| 永璜       | 和硕定安亲王   | 高宗弘历 （长子）             | 1728年   | 1750年   | 1750年   | 追封                                                               |
| 永㥣       | 和硕礼亲王     | 康修亲王崇安 （三子）         | 1729年   | 1799年   | 1817年   | 追封                                                               |
| 永璧       | 和硕和勤亲王   | 和恭亲王弘昼 （次子）         | 1733年   | 1772年   | 1770年   | 世袭（第二代）                                                     |
| 如松       | 和硕睿亲王     | 追封睿亲王功宜布 （三子）     | 1737年   | 1770年   | 1778年   | 追封                                                               |
| 永瑺       | 和硕莊慎亲王   | 追封莊亲王弘普 （长子）       | 1737年   | 1788年   | 1767年   | 世襲罔替（第五代）                                                 |
| 弘瞻       | 和硕果亲王     | 果毅亲王允礼 （嗣子）         | 1733年   | 1765年   | 1738年   | 世袭（第二代），1763年降爵为贝勒                                   |
| 永珹       | 和硕履端亲王   | 高宗弘历 （四子）             | 1739年   | 1777年   | 1799年   | 追封。“端”为谥号                                                   |
| 永琪       | 和硕荣纯亲王   | 高宗弘历 （五子）             | 1741年   | 1766年   | 1765年   |                                                                    |
| 经讷亨     | 和硕郑亲王     | 简勤亲王奇通阿 （四子）       | 1743年   | 1775年   | 1864年   | 追封                                                               |
| 永瑢       | 和硕质庄亲王   | 高宗弘历 （六子）             | 1744年   | 1790年   | 1789年   |                                                                    |
| 永琮       | 和硕哲悼愍亲王 | 高宗弘历 （七子）             | 1746年   | 1747年   | 1799年   | 追封                                                               |
| 永璇       | 和硕仪慎亲王   | 高宗弘历 （八子）             | 1746年   | 1832年   | 1797年   |                                                                    |
| 永琅       | 和硕怡恭亲王   | 怡僖亲王弘晓 （二子）         | 1746年   | 1799年   | 1779年   | 世襲罔替（第三代）                                                 |
| 绵德       | 和硕定亲王     | 追封定安亲王永璜 （长子）     | 1747年   | 1786年   | 1750年   | 1776年夺爵                                                         |
| 绵恩       | 和硕定恭亲王   | 追封定安亲王永璜 （次子）     | 1747年   | 1822年   | 1793年   |                                                                    |
| 修龄       | 和硕豫良亲王   | 追封豫悫亲王德昭 （十五子）   | 1749年   | 1786年   | 1778年   | 世襲罔替（第四代）                                                 |
| 永瑆       | 和硕成哲亲王   | 高宗弘历 （十一子）           | 1752年   | 1823年   | 1789年   |                                                                    |
| 永锡       | 和硕肃恭亲王   | 追封显亲王成信 （五子）       | 1753年   | 1821年   | 1778年   | 世襲罔替（第六代）                                                 |
| 永福       | 和硕怡恭恪亲王 | 宁良郡王弘晈 （次子）         | 1753年   | 1782年   | 1864年   | 追封                                                               |
| 麟趾       | 和硕礼安亲王   | 追封礼亲王永㥣 （长子）       | 1756年   | 1821年   | 1817年   | 世襲罔替（第十代）                                                 |
| 积哈纳     | 和硕郑恭亲王   | 简恪亲王丰讷亨 （次子）       | 1758年   | 1794年   | 1776年   | 世襲罔替（第十一代）                                               |
| 颙琰       | 和硕嘉亲王     | 高宗弘历 （十五子）           | 1760年   | 1820年   | 1789年   | 嘉庆帝                                                             |
| 淳颖       | 和硕睿恭亲王   | 追封睿亲王如松                | 1761年   | 1800年   | 1778年   | 世襲罔替（第二代）                                                 |
| 绵课       | 和硕莊襄亲王   | 莊慎亲王永瑺 （嗣子）         | 1763年   | 1826年   | 1788年   | 世襲罔替（第六代）                                                 |
| 永璘       | 和硕庆僖亲王   | 高宗弘历 （十七子）           | 1766年   | 1820年   | 1820年   |                                                                    |
| 裕丰       | 和硕豫亲王     | 豫良亲王修龄 （长子）         | 1769年   | 1833年   | 1786年   | 世襲罔替（第五代），1814年夺爵                                     |
| 伊丰额     | 和硕郑亲王     | 追封郑亲王经讷亨 （五子）     | 1770年   | 1821年   | 1864年   | 追封                                                               |
| 西朗阿     | 和硕郑亲王     | 追封郑亲王伊丰额 （三子）     | 1770年   | 1821年   | 1864年   | 追封                                                               |
| 绵标       | 和硕怡亲王     | 怡恭亲王永琅 （次子）         | 1770年   | 1799年   | 1799年   | 追封                                                               |
| 裕兴       | 和硕豫亲王     | 豫良亲王修龄 （次子）         | 1772年   | 1829年   | 1814年   | 世襲罔替（第六代），1820年夺爵                                     |
| 裕全       | 和硕豫厚亲王   | 豫良亲王修龄 （五子）         | ？       | 1840年   | 1820年   | 世襲罔替（第七代）                                                 |
| 敬敏       | 和硕肃慎亲王   | 肃恭亲王永锡 （长子）         | 1773年   | 1852年   | 1821年   | 世襲罔替（第七代）                                                 |
| 伊弥扬阿   | 和硕郑亲王     | 简恪亲王丰讷亨 （七子）       | 1775年   | 1818年   | 1871年   | 追封                                                               |
| 昭梿       | 和硕礼亲王     | 礼恭亲王永恩                  | 1776年   | 1829年   | 1805年   | 世襲罔替（第九代），1816年夺爵                                     |
| 奕绍       | 和硕定端亲王   | 定恭亲王绵恩 （次子）         | 1776年   | 1836年   | 1822年   | 世襲                                                               |
| 乌尔恭阿   | 和硕郑慎亲王   | 郑恭亲王积哈纳 （长子）       | 1778年   | 1846年   | 1794年   | 世襲罔替（第十二代）                                               |
| 锡春       | 和硕礼亲王     | 礼安亲王麟趾 （长子）         | 1776年   | 1797年   | 1821年   | 追封                                                               |
| 宝恩       | 和硕睿慎亲王   | 睿恭亲王淳颖 （长子）         | 1777年   | 1802年   | 1801年   | 世襲罔替（第三代）                                                 |
| 绵誉       | 和硕怡亲王     | 追封怡亲王永福 （四子）       | 1780年   | 1843年   | 1864年   | 世襲                                                               |
| 旻宁       | 和硕智亲王     | 仁宗颙琰 （次子）             | 1782年   | 1850年   | 1813年   | 道光帝                                                             |
| 绵护       | 和硕莊勤亲王   | 辅国将军永蕃 （长子）         | 1783年   | 1841年   | 1838年   | 世襲罔替（第八代）                                                 |
| 绵譁       | 和硕莊质亲王   | 辅国将军永蕃 （次子）         | 1786年   | 1845年   | 1842年   | 世襲罔替（第九代）                                                 |
| 端恩       | 和硕睿勤亲王   | 睿恭亲王淳颖 （四子）         | 1788年   | 1826年   | 1802年   | 世襲罔替（第四代）                                                 |
| 奕勋       | 和硕怡恪亲王   | 追封怡亲王绵标 （长子）       | 1793年   | 1818年   | 1799年   | 世襲罔替（第四代）                                                 |
| 载铨       | 和硕定敏亲王   | 定端亲王奕绍 （长子）         | 1794年   | 1854年   | 1854年   | 追封                                                               |
| 绵恺       | 和硕惇恪亲王   | 仁宗颙琰 （三子）             | 1795年   | 1838年   | 1819年   |                                                                    |
| 松德       | 和硕郑亲王     | 追封郑亲王伊弥扬阿 （次子）   | 1800年   | 1822年   | 1871年   | 追封                                                               |
| 华丰       | 和硕肃恪亲王   | 肃慎亲王敬敏 （三子）         | 1804年   | 1869年   | 1853年   | 世襲罔替（第八代）                                                 |
| 奕格       | 和硕怡亲王     | 追封怡亲王绵誉 （三子）       | 1805年   | 1858年   | 1864年   | 追封                                                               |
| 绵忻       | 和硕瑞怀亲王   | 仁宗颙琰 （四子）             | 1805年   | 1828年   | 1819年   |                                                                    |
| 端华       | 和硕郑亲王     | 郑慎亲王乌尔恭阿 （三子）     | 1807年   | 1861年   | 1846年   | 世襲罔替（第十三代），1846年夺爵                                   |
| 仁寿       | 和硕睿僖亲王   | 睿勤亲王端恩 （六子）         | 1810年   | 1864年   | 1826年   | 世襲罔替（第五代）                                                 |
| 庆至       | 和硕郑顺亲王   | 追封郑亲王松德 （嗣子）       | 1814年   | 1878年   | 1871年   | 世襲罔替（第十五代）                                               |
| 奕𧷨       | 和硕莊亲王     | 庄襄亲王绵课 （十三子）       | 1814年   | 1860年   | 1826年   | 世襲罔替（第七代），1838年夺爵                                     |
| 绵愉       | 和硕惠端亲王   | 仁宗颙琰 （五子）             | 1814年   | 1865年   | 1839年   |                                                                    |
| 全龄       | 和硕礼和亲王   | 追封礼亲王锡春 （长子）       | 1816年   | 1850年   | 1821年   | 世襲罔替（第十一代）                                               |
| 载坊       | 和硕怡亲王     | 怡恪亲王奕勋 （长子）         | 1816年   | 1820年   | 1819年   | 世襲罔替（第五代）                                                 |
| 载垣       | 和硕怡亲王     | 怡恪亲王奕勋 （次子）         | 1816年   | 1861年   | 1825年   | 世襲罔替（第六代），1861年夺爵                                     |
| 义道       | 和硕豫慎亲王   | 豫厚亲王裕全 （次子）         | 1819年   | 1857年   | 1841年   | 世襲罔替（第八代）                                                 |
| 奕仁       | 和硕莊厚亲王   | 莊质亲王绵譁 （长子）         | 1824年   | 1874年   | 1846年   | 世襲罔替（第十代）                                                 |
| 载敦       | 和硕怡端亲王   | 追封怡亲王奕格 （次子）       | 1827年   | 1890年   | 1864年   | 世襲罔替（第七代）                                                 |
| 奕誴       | 和硕惇勤亲王   | 惇恪亲王绵恺 （嗣子）         | 1831年   | 1889年   | 1860年   |                                                                    |
| 奕䜣       | 和硕恭忠亲王   | 宣宗旻宁 （六子）             | 1833年   | 1898年   | 1850年   | 世襲罔替                                                           |
| 德长       | 和硕睿悫亲王   | 睿僖亲王仁寿 （三子）         | 1838年   | 1876年   | 1865年   | 世襲罔替（第六代）                                                 |
| 奕劻       | 和硕庆密亲王   | 追封贝子绵悌 （嗣子）         | 1838年   | 1917年   | 1894年   | 世襲罔替                                                           |
| 奕譞       | 和硕醇贤亲王   | 宣宗旻宁 （七子）             | 1840年   | 1891年   | 1872年   | 世襲罔替                                                           |
| 隆勤       | 和硕肃良亲王   | 肃恪亲王华丰 （三子）         | 1840年   | 1898年   | 1870年   | 世襲罔替（第九代）                                                 |
| 承志       | 和硕郑亲王     | 追封郑亲王西朗阿 （三子）     | 1843年   | 1882年   | 1864年   | 世襲罔替（第十四代），1871年夺爵                                   |
| 世铎       | 和硕礼恪亲王   | 礼和亲王全龄 （三子）         | 1845年   | 1914年   | 1850年   | 世襲罔替（第十二代）                                               |
| 本格       | 和硕豫诚亲王   | 豫慎亲王义道 （长子）         | 1846年   | 1898年   | 1857年   | 世襲罔替（第九代）                                                 |
| 溥静       | 和硕怡亲王     | 怡端亲王载敦 （长子）         | 1849年   | 1900年   | 1891年   | 世襲罔替（第八代），后夺爵                                         |
| 载勋       | 和硕莊亲王     | 莊厚亲王奕仁 （次子）         | 1853年   | 1901年   | 1875年   | 世襲罔替（第十一代），1901年夺爵                                   |
| 载功       | 和硕莊恭亲王   | 莊厚亲王奕仁 （四子）         | 1859年   | 1915年   | 1902年   | 世襲罔替（第十二代）                                               |
| 魁斌       | 和硕睿敬亲王   | 睿悫亲王德长 （四子）         | 1864年   | 1915年   | 1876年   | 世襲罔替（第七代）                                                 |
| 善耆       | 和硕肃忠亲王   | 肃良亲王隆勤 （长子）         | 1866年   | 1922年   | 1898年   | 世襲罔替（第十代）                                                 |
| 凯泰       | 和硕郑恪亲王   | 郑顺亲王庆至 （次子）         | 1871年   | 1900年   | 1878年   | 世襲罔替（第十六代）                                               |
| 载振       | 和硕庆贞亲王   | 庆密亲王奕劻 （长子）         | 1876年   | 1947年   | 1917年   | 世襲罔替（第二代）                                                 |
| 溥伟       | 和硕恭贤亲王   | 果敏贝勒载澂 （嗣子）         | 1880年   | 1936年   | 1898年   | 世襲罔替（第二代）                                                 |
| 载沣       | 和硕醇亲王     | 醇贤亲王奕譞 （五子）         | 1883年   | 1951年   | 1890年   | 世襲罔替（第二代）                                                 |
| 懋林       | 和硕豫亲王     | 豫诚亲王本格 （嗣子）         | 1892年   | 1912年   | 1910年   | 世襲罔替（第十代）                                                 |
| 照煦       | 和硕郑亲王     | 郑恪亲王凯泰 （次子）         | 1900年   | 1950年   | 1902年   | 世襲罔替（第十七代）                                               |
| 毓麒       | 和硕怡亲王     | 二等镇国将军溥耀 （长子）     | 1900年   | 1948年   | 1902年   | 世襲罔替（第九代）                                                 |
| 端鎮       | 和硕豫親王     | 豫亲王懋林 （子）             | 1909年   | ？       | 1912年   | 世襲罔替（第十一代）                                               |